# Rätt till kläder
Rätten till ändamålsenliga kläder eller rätten till kläder erkänns som en mänsklig rättighet i olika internationella instrument för mänskliga rättigheter. Tillsammans med rätten till mat och rätten till bostad är rätten till kläder en del av rätten till en tillfredsställande levnadsstandard, såsom den definieras under artikel 11 av FN:s konvention om ekonomiska, sociala och kulturella rättigheter. Rätten till kläder omnämns dessutom under artikel 25 av FN:s deklaration om de mänskliga rättigheterna.

## Grundläggande internationella överenskommelser
Flera internationella människorättsinstrument nämner rätten till kläder. De utgår som regel från två FN-dokument där rättigheten tas upp: konventionen om ekonomiska, sociala och kulturella rättigheter samt den allmänna förklaringen om de mänskliga rättigheterna.

### FN:s konvention om ekonomiska, sociala och kulturella rättigheter
Artikel 11 av FN:s konvention om ekonomiska, sociala och kulturella rättigheter (ESK) gäller rätten till en tillfredsställande levnadsstandard. De flesta av FN:s medlemsstater har ratificerat eller är på väg att ratificera konventionen. Rätten till kläder omnämns i den första paragrafen:
| ”                       | Konventionsstaterna erkänner rätten för var och en till en tillfredsställande levnadsstandard för sig och sin familj, däribland tillräckligt med mat och kläder, och en lämplig bostad samt till ständigt förbättrade levnadsvillkor. Konventionsstaterna skall vidta lämpliga åtgärder för att säkerställa att denna rätt förverkligas och erkänner att internationellt samarbete på frivillig grund är av väsentlig betydelse i detta sammanhang. | „ |
| – ESK, artikel 11, § 1. | |   |

### FN:s allmänna förklaring om de mänskliga rättigheterna
Den första paragrafen under artikel 25 av FN:s allmänna förklaring om de mänskliga rättigheterna (UDHR) nämner rätten till kläder som en av de delrättigheter som ingår i rätten till en tillfredsställande levnadsstandard:
| ”                        | Var och en har rätt till en levnadsstandard tillräcklig för den egna och familjens hälsa och välbefinnande, inklusive mat, kläder, bostad, hälsovård och nödvändiga sociala tjänster samt rätt till trygghet i händelse av arbetslöshet, sjukdom, invaliditet, makas eller makes död, ålderdom eller annan förlust av försörjning under omständigheter utanför hans eller hennes kontroll. | „ |
| – UDHR, artikel 25, § 1. | |   |

## Rättighetens omfattning
Rätten till kläder är, som tidigare nämnts, en del av rätten till en tillfredsställande levnadsstandard och betraktas därmed som ett av de behov som måste tillgodoses om medlemsstaterna skall kunna förhindra att människor tvingas leva sina liv under fattigdomsgränsen.
Craven (1995) menar att rätten till kläder inte har diskuterats i tillräckligt hög utsträckning och att det har lett till en osäkerhet om rättighetens omfattning och hur mycket kläder som avses. Enligt Craven måste biståndsgivaren tillhandahålla kläder motsvarande ett minimum av det som krävs för att tillgodose biståndstagarens behov, eftersom en grundläggande klädsel är en fråga om överlevnad. Kravet på en "lägsta" eller "tillfredsställande" standard återkommer även i rapporter från FN:s barnrättskommitté (CRC), i en rapport från Consortium for Street Children (CSC) samt i ett antal allmänna kommentarer (en. General Comments) från FN:s kommitté för ekonomiska, sociala och kulturella rättigheter (CESCR) rörande de äldre, personer med funktionsnedsättningar och arbetstagare. Det finns däremot ingen uppgift om vad en sådan lägsta eller tillfredsställande standard innebär, rent praktiskt. Kontrollorganet CESCR har endast vid några enstaka tillfällen frågat ut en medlemsstat om dess verkställande av ESK vad gäller rätten till kläder och ännu finns ingen fastställd tolkning av begreppet och rätten till kläder har heller ännu inte tagits upp i en egen allmän kommentar. FN:s kommitté för ekonomiska, sociala och kulturella rättigheter har hittills tolkat konventionstexten och begreppet "tillfredsställande standard" efter de specifika förhållandena i varje enskilt fall. Bedömare är överens om att en minimumnivå åtminstone bör säkerställa biståndstagarens grundläggande välbefinnande. Vad gäller kläders inverkan på människans kropp och psyke under olika förhållanden finns det dessutom en hel del forskning att luta sig mot.
Frågan hur rätten till kläder skall tolkas med avseende på flyktingar har avhandlats i endast ett fåtal akademiska publikationer. I en av dessa skriver Hathaway (2005) att flyktingar bör få tillgång till kläder som lämpar sig för klimatet på den plats där de befinner sig och som uppfyller kraven för det arbete – eller annan roll – som de vill åta sig. Dessutom skall de aldrig tvingas bära någon slags klädsel, som märker ut dem som främlingar och därmed kan leda till social stigmatisering eller diskriminering. Om flyktingar däremot väljer att bära kläder, som är representativa för deras kultur, ursprungsland eller samhälle, så skyddas deras rätt att göra det under artikel 27 av FN:s konvention om medborgerliga och politiska rättigheter (ICCPR).
James (2008) menar att otillräcklig klädsel är ett uttryck för och själva sinnebilden av svår fattigdom. För att illustrera hur omfattande rätten till kläder kan vara, tillhandahåller han en ofullständig lista över potentiella förmånstagare av rätten till ändamålsenlig klädsel. Listan spänner över de samhällsgrupper som påverkas allra mest av en brist på tillräcklig klädsel. Bland dessa nämns:

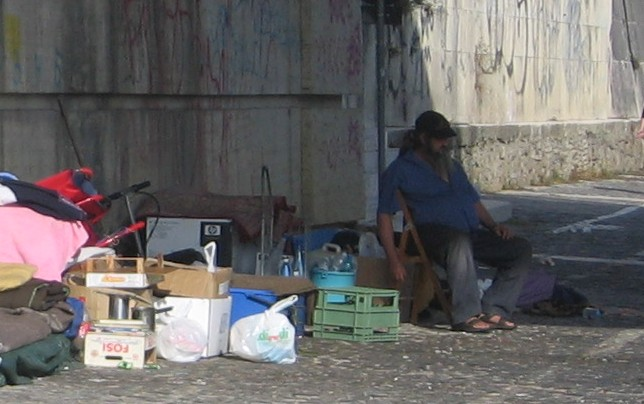
Hemlösa tillhör en samhällsgrupp, som på grund av sin situation i hög grad påverkas vid brist på ändamålsenlig klädsel.

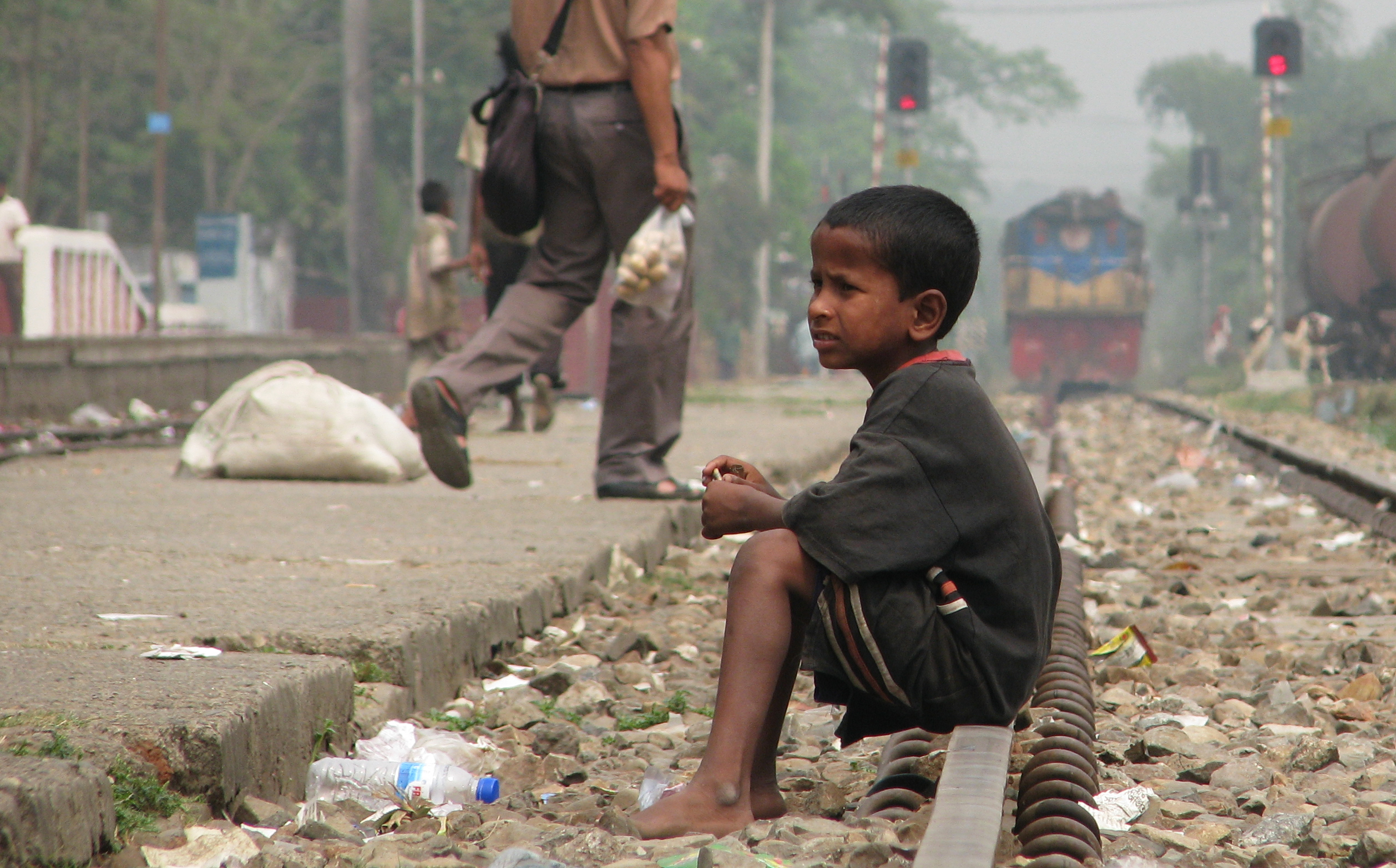
Gatubarn är på samma sätt som vuxna hemlösa utsatta för väder och vind.

- De fattiga, inklusive de arbetslösa, de inte fullt sysselsatta och fattiga arbetstagare.
- Pensionärer och andra grupper som är beroende av bidrag eller utbetalningar från socialförsäkringar.
- De hemlösa och andra personer som saknar ändamålsenligt husrum.
- Personer i akutboende/skyddat boende (t.ex. kvinnohus och nödbostäder), oavsett om boendet är finansierat av statliga eller privata medel (inklusive välgörenhetsorganisationer).
- De äldre, oavsett om boendet är en hyresrätt, bostadsrätt eller ägarlägenhet, om boendet är en privatägd eller statligt ägd privatbostad, om boendet är en lägenhet eller ett rum i ett äldreboende, oavsett om det drivs av en kommersiell organisation eller en välgörenhetsorganisation, eller om boendet är förlagt till ett sjukhus, långvårdsenhet eller en enhet för palliativ vård.
- Personer som lider av allvarliga psykiatriska tillstånd eller sjukdomar eller som har intellektuella eller fysiska funktionsnedsättningar (oavsett om de lever självständigt, i egen eller annans bostad, om de bor hos familjemedlemmar eller andra personer, om de bor i gruppboende, mellanvårdsboende (t.ex. rehabiliteringshem eller utslussningshem), på offentliga eller privata sjukhus, eller om deras bostad tillhandahålls genom andra typer av institutioner).[c]
- Barn och unga, i synnerhet föräldralösa och ungdomsbrottslingar i fosterhem, på statliga institutioner och ungdomshem/ungdomsvårdsskolor.
- De sjuka och skadade på sjukhus (eller rehabiliteringsenheter), inklusive de som behandlas för alkoholism eller andra drogrelaterade beroendetillstånd.
- Fångar, på kriminalvårdsanstalt, i häkte eller andra institutioner för frihetsberövade.
- Arbetare vars liv och hälsa är beroende av skyddskläder och -utrustning (inklusive barnarbetare). Här ingår de som arbetar inom farliga eller hälsovådliga industrier (t.ex. tillverkning av kemiska produkter eller gruvdrift) eller som arbetar under allmänt svåra förhållanden eller förtryck (t.ex. till svältlöner).
- Personer som tillhör ett ursprungsfolk och lever under fattiga förhållanden.
- Flyktingar, asylsökande samt gästarbetare och migrerande arbetstagare (i synnerhet de som arbetar på den svarta marknaden som s.k. papperslösa).
- De som drabbas av naturkatastrofer, inre oroligheter, inbördeskrig samt mellanstatliga och mellanfolkliga krig (inklusive krigsfångar) samt offer för folkmord, pogromer och andra orsaker till traumatiska folkomflyttningar.

## Rätten till kläder inom internationell rätt

### Erkännande av rättigheten
Rätten till kläder har ofta hanterats som en intern statlig angelägenhet och trots att den nu återfinns i viktiga människorättsinstrument (framförallt UDHR och ESK) har den ännu inte fått något tydligt erkännande på den internationella scenen, inte ens i texter från kontrollorganet CESCR. Vad denna svaga uppmärksamhet beror på är svårt att säga. Sepulveda et al. (2010) argumenterar för att bristen på vidareutveckling i nationella lagtexter beror på skillnader i kulturella behov och önskemål. Men den förklaringen är, enligt James (2008), osannolik. Han menar att kulturella, miljöbetingade och ekonomiska variationer inom kulturella behov och önskemål säkerligen är lika tydliga i förhållande till rätten till kläder, som de är när det gäller andra delar av rätten till en tillfredsställande levnadsstandard, t.ex. rätten till bostad och rätten till en god hälsa. Dessa båda rättigheter har tydliggjorts och vidareutvecklats inom internationell rätt. För att rätten till ändamålsenliga kläder skall bli tydligare och enklare att förstå måste den tas upp varje gång rätten till en tillfredsställande levnadsstandard avhandlas inom internationell rätt. Det kan visa sig nyttigt att diskutera frågan utifrån befintlig rättspraxis, med utgångspunkt i CESCR:s tidigare beslut i frågor som rör andra rättigheter som omfattas av artikel 11 av ESK. I fall som har gällt rätt till bland annat bostad, god hälsa, mat och vatten, har CESCR formulerat tydliga och i vissa fall omfattande kriteriebeskrivningar. Craven (1995) menar att CESCR på samma sätt skulle kunna utveckla en praxis för rätten till kläder, men att bristen på uppmärksamhet från kontrollorganets sida dels visar att rätten till kläder inte är en fråga inom vilken enskilda stater kan utöva särskilt mycket kontroll, dels att kommittén inte anser den vara särskilt viktig.

### Rätten till kläder i förhållande till andra mänskliga rättigheter
Eftersom rätten till kläder ingår som en del av en grundläggande rättighet, rätten till en tillfredsställande levnadsstandard, är det naturligt att den växelverkar med andra mänskliga rättigheter, som återfinns inom olika internationella instrument.
Rätten till liv
Under artikel 3 av UDHR har varje människa en grundläggande rätt till liv. Tillgången till ändamålsenlig klädsel är en av de saker, som påverkar en människas förmåga att stå emot väder och vind. En alltför tunn klädsel kan under kalla förhållanden leda till att människor drabbas av akut nedkylning, medan en alltför varm klädsel i varma förhållanden kan orsaka värmeslag, uttorkning och utmattningstillstånd. Kläder kan dessutom användas för att ge ett ökat skydd mot ultraviolett strålning. Man bör dock komma ihåg att också en tillräcklig klädsel ibland kan skada personer med allergier eller hudåkommor och i värsta fall förvärra befintliga sjukdomstillstånd.
Tillgången till hälsovård, vilken garanteras under artikel 25 av UDHR och artikel 12 av ESK, kan försvåras av otillräcklig åtkomst till ändamålsenlig klädsel, i synnerhet om terapeutiska kläder eller ortopediska skor är otillgängliga eller alltför kostsamma att införskaffa.
Rätten till yttrandefrihet
Att bära kläder och att fritt få välja vilka kläder man vill bära, är för många människor en del av sättet de väljer att uttrycka sig. Rätten till yttrandefrihet också genom de kläder man bär skyddas under artikel 19 av den allmänna förklaringen om de mänskliga rättigheterna. Personer med grava funktionsnedsättningar, som måste förlita sig på assistans, kan förvägras sin rätt att uttrycka sig genom kläder om ingen hänsyn tas till deras önskemål vid påklädning. De som av olika skäl, t.ex. fattigdom eller flykt, tvingas bära smutsiga, trasiga, illasittande eller mycket omoderna kläder kan göras till åtlöje, utsättas för andras förakt och på så sätt leda till svåra skamkänslor. Det senare exemplet har bland annat visat sig röra skolbarn i USA – det har hänt att föräldrar hållit sina barn hemma från skolan efter att barnen mobbats på grund av sin klädsel. Här bör man dock vara noga med att skilja mellan de, som tvingas att bära trasiga, illasittande eller mycket omoderna kläder och de, som gör ett medvetet val att bära sådana kläder, som en modeyttring.
Rätten till skydd mot diskriminering
Att inte utsättas för diskriminerande behandling är en rättighet som slås fast under artikel 7 av UDHR. Kläderna kan säga mycket om en person: t.ex. religiös tillhörighet, etnicitet samt nationell, politisk och kulturell identitet. Fattiga människor bär ofta kläder som markerar deras fattigdomsstatus, vilket kan leda till diskriminering och bakdanteri. Också klädsel som tydligt markerar en kulturell eller religiös tillhörighet kan leda till diskriminering och därmed till att sociala, ekonomiska eller politiska rättigheter förvägras.
Rätten till skydd mot grym, omänsklig eller förnedrande behandling eller bestraffning
Den femte artikeln av UDHR gäller skydd mot grym, omänsklig eller förnedrande behandling eller bestraffning. Att hålla sig hel och ren, att känna sig prydlig och att vara påklädd inför andra människor är viktigt för att skänka en person en viss stabilitet och värdighetskänsla. Om en person förvägras tillgång till kläder – i synnerhet baskläder, såsom underkläder – kan han eller hon bli mer sårbar för grym, omänsklig eller förnedrande behandling. Det gäller framförallt sjuka eller funktionsnedsatta personer samt barn och äldre. Förvägran av tillgång till kläder innefattar att med tvång klä av någon eller att beslagta kläder, vilket särskilt berör frihetsberövande och internerade personer. Nakenhet används och har använts som maktmedel i fängelser, i koncentrationsläger och i krigszoner. Två sentida exempel är övergreppen vid Abu Ghurayb-fängelset i Irak och hanteringen av internerade vid fånglägret på Guantánamobasen på Kuba, där behandlingen har lett till att fångar har utvecklat svåra psykiatriska sjukdomstillstånd, som posttraumatiskt stressyndrom. Bland annat har fångar tvingats klä av sig och därefter marschera nakna framför kvinnliga vakter och i vissa fall har manliga interner tvingats bära underkläder för kvinnor.